# 广渠路
广渠路，是位于中华人民共和国北京市朝阳区南部的道路。
39°53′31″N 116°28′06″E / 39.89196°N 116.46822°E

## 简介

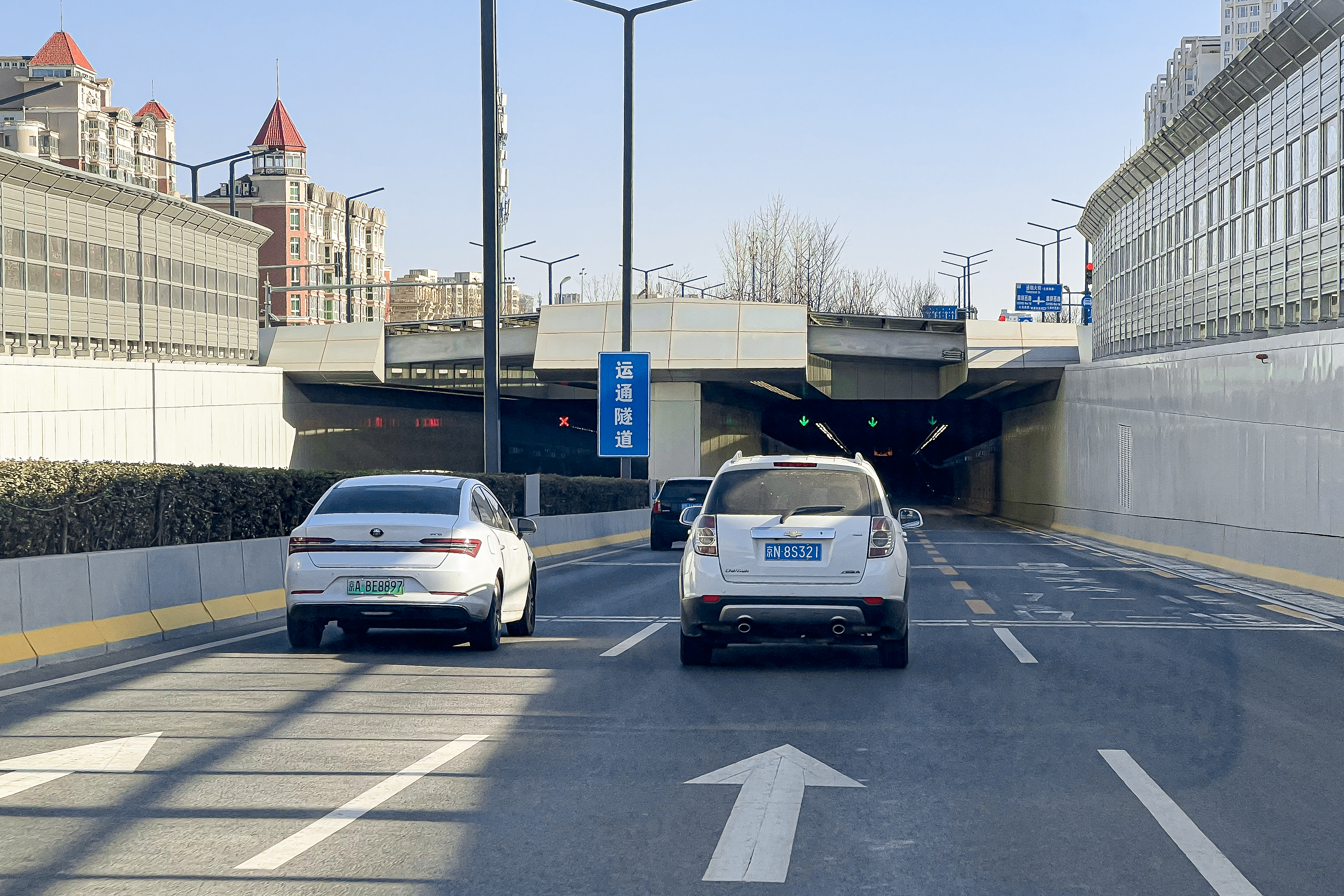
运通隧道西入口

广渠路西起东三环双井桥，和广渠门外大街相接，东到规划中的怡乐西路，和通朝大街相接。
2004年，两广路延长线规划出台，西到东四环，东到通州新城，终点设在通州区怡乐西路，全长12公里，全程高架且无红绿灯。
2006年，广渠路一期完工，西到东三环双井桥，东到东四环大郊亭桥。
2007年，广渠路二期开始规划和设计方案研究。2007年12月，取得了道路规划条件的成果。
2009年6月，北京市发改委批准立项。同年，广渠路二期（两广路延长线朝阳段）施工，规划道路上的北京市朝阳区区属国有企业、区属集体企业基本完成拆迁，北京市有关部门预计2010年可以通车。
2010年2月，取得了项目初步设计批复，同年6月取得了建设工程规划许可和施工图成果。北京市有关部门表示广渠路二期朝阳段即将开工，但完工时间为2011年下半年。
2011年1月，广渠路二期更名为“广渠东路”，朝阳区发布“十二五”规划承诺在“十二五”期间建成广渠东路，通车时间为2012年年底前。后来该路段仍名“广渠路”，没有采用“广渠东路”这一名称。
2014年1月，广渠路二期东四环到东五环段4.95公里主路基本完工，临时放行通车。但东五环至怡乐西路7.01公里道路仍未施工。
2015年11月，设计方案调整获得了批准，东五环至怡乐西路段由部分高架改成全线高架。北京市公联公司依照拆迁进度，跟进组织道路施工。
2016年8月7日，主桥下部结构完成100%，综合管线完成80%。2016年8月9日，北京市人民政府举行广渠路二期项目审批案例分析会，北京市市长王安顺及4位副市长、5位北京市人民政府秘书长和副秘书长、20个委办局的一把手、16个区的区长，及首发集团、京投公司、首农集团等12个北京市属国企负责人用一天时间开会研讨广渠路二期为何从规划到建设完成需12年。2016年9月30日，广渠路二期正式通车，广渠路二期西起东四环大郊亭桥，东到通州区规划中的怡乐西路，全长12公里。
2021年1月20日下午，广渠路东延（怡乐西路至东六环段，包括长6.5千米、下穿通州主城区的运通隧道）开通。
廣渠路二期道路是继京通快速路之后的第二条由北京中心城区通往北京城市副中心的快速路，而且全线免费。广渠路二期道路为四幅路式，主路为双向六车道加连续停车带，辅路为双向不少于四车道加非机动车道，人行道宽度为4到5米。